# Kincaid (Illinois)
Kincaid est un village du comté de Christian dans l'Illinois, aux États-Unis,. Il est incorporé le 26 janvier 1834.

## Démographie
Lors du recensement de 2010, le village comptait une population de 1 505 habitants. Elle est estimée, en 2016, à 1 419 habitants.

## Source de la traduction
- (en) Cet article est partiellement ou en totalité issu de l’article de Wikipédia en anglais intitulé « Kincaid, Illinois » (voir la liste des auteurs).